# Los Angeles Film Critics Association Awards 1980
La 6ª edizione dei Los Angeles Film Critics Association Awards si è tenuta il 9 gennaio 1981, per onorare il lavoro nel mondo del cinema per l'anno 1980.

## Premi
Miglior film
- Toro scatenato (Raging Bull), regia di Martin Scorsese

Miglior attore
- Robert De Niro - Toro scatenato (Raging Bull)

Miglior attrice
- Sissy Spacek - La ragazza di Nashville (Coal Miner's Daughter)

Miglior regista
- Roman Polański - Tess

Miglior attore non protagonista
- Timothy Hutton - Gente comune (Ordinary People)

Miglior attrice non protagonista
- Mary Steenburgen - Una volta ho incontrato un miliardario (Melvin and Howard)

Miglior sceneggiatura
- John Sayles - Return of the Secaucus 7

Miglior fotografia
- Ghislain Cloquet e Geoffrey Unsworth – Tess

Miglior colonna sonora
- Ry Cooder – I cavalieri dalle lunghe ombre (The Long Riders)

Miglior film in lingua straniera
- Il tamburo di latta (Die Blechtrommel), regia di Volker Schlöndorff  ·   Germania Ovest/ Francia/ Polonia/ Jugoslavia

Miglior film sperimentale/indipendente
- Yvonne Rainer – Journeys from Berlin/1971
- Joel DeMott – Demon Lover Diary

New Generation Award
- Carroll Ballard - regista di Black Stallion (The Black Stallion)

Career Achievement Award
- Robert Mitchum